# Maison de la culture Marie-Uguay

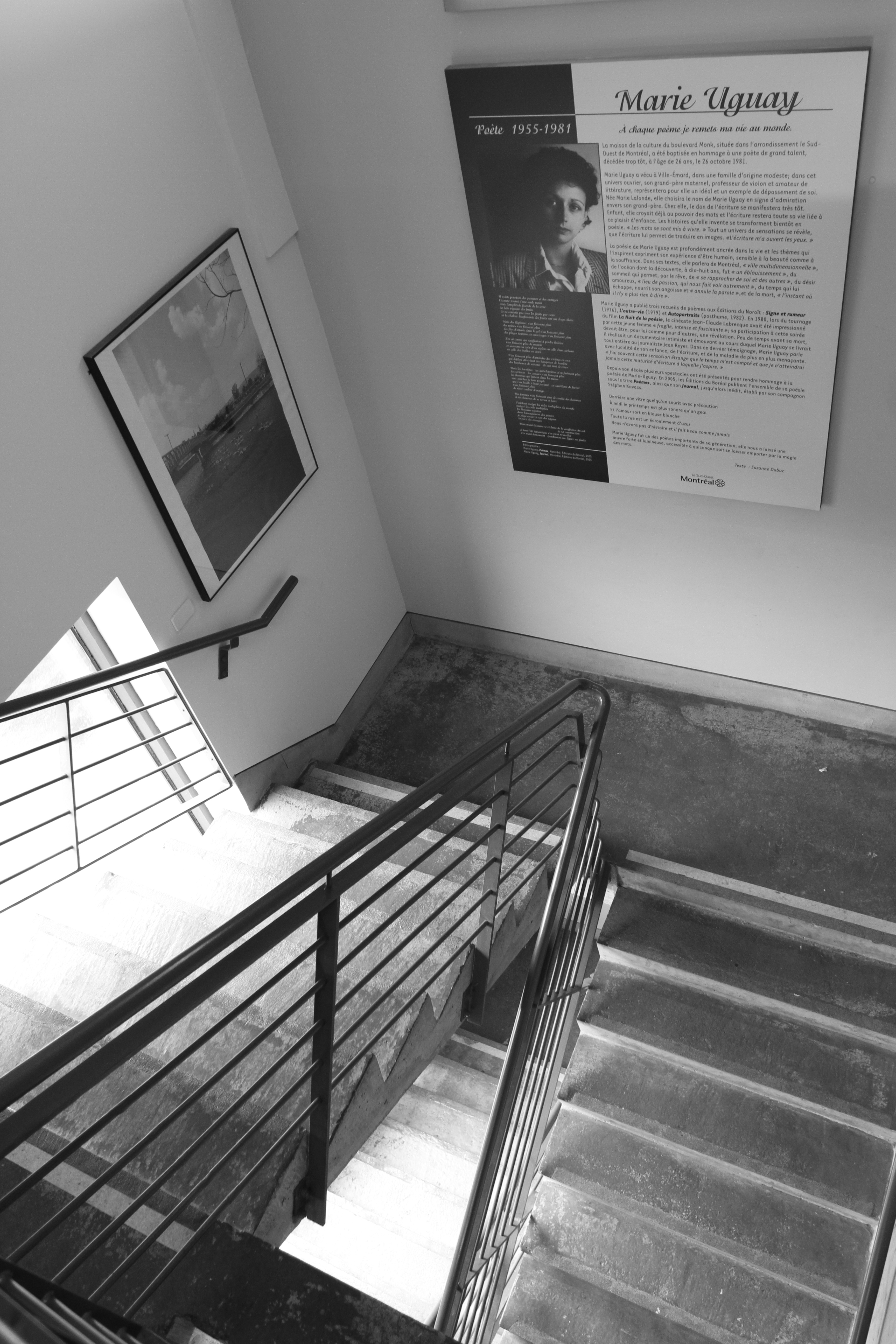
Escalier

La Maison de la culture Marie-Uguay est l'une des maisons de la culture de Montréal. Elle est un service géré par la Ville de Montréal dont la principale mission est d’assurer la diffusion d’événements culturels gratuitement, ou moyennant des coûts minimes, à la population.
Inaugurée en mai 1982, elle est située au 6052 boulevard Monk, à Ville-Émard dans l'Arrondissement Sud-Ouest. Elle a été nommée en l'honneur de la poète montréalaise Marie Uguay.

## Installations et événements
La Maison de la Culture Marie-Uguay présente des artistes en émergence et des nouvelles formes d’art, tout autant que celui des grands noms de la chanson et d’œuvres plus classiques. Du jazz à la musique du monde, en passant par le théâtre, les conférences voyage, la danse, les arts visuels et le patrimoine local, avec une place toute particulière pour la chanson d’expression française. En tout, une centaine d’activités y sont offertes chaque année à quelque 17 000 visiteurs. 
Seul établissement du réseau des diffuseurs municipaux de Montréal à porter le nom d'une poète, la maison de la culture Marie-Uguay fait une place de choix à la poésie. 
La maison de la culture Marie-Uguay comprend un amphithéâtre de 175 places et une bibliothèque.

## Sources
- Maison de la Culture Marie-Uguay